# Tanya Harford
Pour les articles homonymes, voir Harford.
Tanya Harford (née le 28 novembre 1958) est une joueuse de tennis sud-africaine, professionnelle de la fin des années 1970 jusqu'en  1983. 
Elle a gagné le tournoi de Roland Garros en double dames en 1981 avec Rosalyn Fairbank.

## Palmarès

### Titre en simple dames
Aucun

### Finale en simple dames
| No | Date       | Nom et lieu du tournoi           | Catégorie | Dotation | Surface    | Vainqueure       | Score    |          |
| -- | ---------- | -------------------------------- | --------- | -------- | ---------- | ---------------- | -------- | -------- |
| 1  | 26/11/1979 | South African Open, Johannesburg |           | 175000 $ | Dur (ext.) | Brigitte Cuypers | 7-6, 6-2 | Parcours |

### Titres en double dames
| No | Date       | Nom et lieu du tournoi          | Catégorie | Dotation  | Surface      | Partenaire       | Finalistes                   | Score         |          |
| -- | ---------- | ------------------------------- | --------- | --------- | ------------ | ---------------- | ---------------------------- | ------------- | -------- |
| 1  | 26/11/1979 | South African Open Johannesburg |           | 175000 $  | Dur (ext.)   | Lesley Charles   | Françoise Dürr Marise Kruger | 6-1, 6-3      | Parcours |
| 2  | 11/05/1981 | Toyota Swiss Open Lugano        |           | 100 000 $ | Terre (ext.) | Rosalyn Fairbank | Candy Reynolds Paula Smith   | 2-6, 6-1, 6-4 | Parcours |
| 3  | 18/05/1981 | German Open Berlin              |           | 100 000 $ | Terre (ext.) | Rosalyn Fairbank | Sue Barker Renáta Tomanová   | 6-3, 6-4      | Parcours |
| 4  | 25/05/1981 | Roland-Garros Paris             | G. Chelem | 300 000 $ | Terre (ext.) | Rosalyn Fairbank | Candy Reynolds Paula Smith   | 6-1, 6-3      | Parcours |

### Finale en double dames
Aucune

## Parcours en Grand Chelem

### En simple dames
| Année | Open d'Australie (janvier) | Open d'Australie (janvier) | Internationaux de France | Internationaux de France | Wimbledon       | Wimbledon        | US Open         | US Open        | Open d'Australie (décembre) | Open d'Australie (décembre) |
| 1977  | -                          | -                          | 1er tour (1/32)          | Pam Teeguarden           | 1er tour (1/64) | Rosie Casals     | 3e tour (1/16)  | M. Navrátilová | -                           | -                           |
| 1978  | n/a                        | n/a                        | -                        | -                        | 2e tour (1/32)  | Sue Barker       | 1er tour (1/64) | Gail Sherriff  | -                           | -                           |
| 1979  | n/a                        | n/a                        | -                        | -                        | 1er tour (1/64) | M. Navrátilová   | 2e tour (1/32)  | Stacy Margolin | -                           | -                           |
| 1980  | n/a                        | n/a                        | -                        | -                        | 3e tour (1/16)  | M. Navrátilová   | 1er tour (1/64) | Karen Susman   | 1er tour (1/32)             | Elizabeth Little            |
| 1981  | n/a                        | n/a                        | 1er tour (1/64)          | Van der Torre            | 2e tour (1/32)  | Rene Blount      | 2e tour (1/32)  | Corinne Vanier | -                           | -                           |
| 1982  | n/a                        | n/a                        | 2e tour (1/32)           | Pam Casale               | 3e tour (1/16)  | Billie Jean King | 1er tour (1/64) | Rosie Casals   | -                           | -                           |

À droite du résultat, l’ultime adversaire.

### En double dames
| Année | Open d'Australie (janvier) | Open d'Australie (janvier) | Internationaux de France  | Internationaux de France  | Wimbledon                   | Wimbledon                  | US Open                       | US Open                  | Open d'Australie (décembre) | Open d'Australie (décembre) |
| 1977  | -                          | -                          | -                         | -                         | 1er tour (1/32) Judy Connor | L. Charles Sue Mappin      | 2e tour (1/16) Y. Vermaak     | Julie Anthony B. J. King | -                           | -                           |
| 1978  | n/a                        | n/a                        | -                         | -                         | 2e tour (1/16) S. Tolleson  | Sherry Acker Julie Anthony | 1/4 de finale Anne Hobbs      | B. J. King Navrátilová   | -                           | -                           |
| 1979  | n/a                        | n/a                        | -                         | -                         | 2e tour (1/16) Anne Hobbs   | B. J. King Navrátilová     | 1er tour (1/32) Anne Hobbs    | R. Maršíková R. Tomanová | -                           | -                           |
| 1980  | n/a                        | n/a                        | -                         | -                         | 2e tour (1/16) L. Charles   | Chris Evert V. Ruzici      | 2e tour (1/16) Sharon Walsh   | C. Reynolds Paula Smith  | 2e tour (1/8) R. Fairbank   | Sophie Amiach C. Tanvier    |
| 1981  | n/a                        | n/a                        | Victoire R. Fairbank      | C. Reynolds Paula Smith   | 1/2 finale R. Fairbank      | Kathy Jordan Anne Smith    | 1/4 de finale R. Fairbank     | Kathy Jordan Anne Smith  | 1er tour (1/16) R. Fairbank | E. Goolagong Betty Stöve    |
| 1982  | n/a                        | n/a                        | 3e tour (1/8) R. Fairbank | M. L. Piatek Sharon Walsh | 2e tour (1/16) R. Fairbank  | Elise Burgin A. Moulton    | 1er tour (1/32) Virginia Wade | Jill Davis H. Ludloff    | -                           | -                           |

Sous le résultat, la partenaire ; à droite, l’ultime équipe adverse.

### En double mixte
| Année | Open d'Australie (janvier), | Open d'Australie (janvier), | Internationaux de France | Internationaux de France | Wimbledon                    | Wimbledon                 | US Open                      | US Open                     | Open d'Australie (décembre), | Open d'Australie (décembre), |
| 1977  | n/a                         | n/a                         | -                        | -                        | 2e tour (1/16) W. Prinsloo   | Betty Stöve Frew McMillan | -                            | -                           | n/a                          | n/a                          |
| 1980  | n/a                         | n/a                         | -                        | -                        | 1er tour (1/32) John Feaver  | Ann Kiyomura Tom Leonard  | 1er tour (1/16) John James   | R. Fairbank Bruce Nichols   | n/a                          | n/a                          |
| 1981  | n/a                         | n/a                         | -                        | -                        | 1/4 de finale Kevin Curren   | Betty Stöve Frew McMillan | -                            | -                           | n/a                          | n/a                          |
| 1982  | n/a                         | n/a                         | -                        | -                        | 2e tour (1/16) Raymond Moore | B. J. King Owen Davidson  | 1er tour (1/16) Danie Visser | Bettina Bunge Dick Stockton | n/a                          | n/a                          |

Sous le résultat, le partenaire ; à droite, l’ultime équipe adverse.

## Parcours aux Masters

### En double dames
| # | Date       | Nom de l'édition                            | ($)     | Surface    | Résultat   | Partenaire       | Ultimes adversaires             | Score    |          |
| - | ---------- | ------------------------------------------- | ------- | ---------- | ---------- | ---------------- | ------------------------------- | -------- | -------- |
| 1 | 14/12/1981 | Toyota Series Championships East Rutherford | 250 000 | Dur (int.) | 1/2 finale | Rosalyn Fairbank | Martina Navrátilová Pam Shriver | 6-0, 6-2 | Parcours |